# مانیومنت ولی ۲
مونیومنت والی ۲ یا دره بنای یادبود ۲ (به انگلیسی: Monument Valley 2) یک بازی ویدئویی مستقل معمایی است که توسط Ustwo Games توسعه یافته و منتشر گردیده‌است. این عنوان دنباله بازی دره بقعه به‌شمار می‌رود که در سال ۲۰۱۴ منتشر شده بود، اگر چه نیازی به بازی کردن آن برای بازی کردن نسخه دوم نیست. این بازی برای سیستم عامل آی‌اواس در ۵ ژوئن ۲۰۱۷ به عنوان قسمتی از شگفتانه کنفرانس جهانی توسعه‌دهندگان اپل ۲۰۱۷ منتشر شد.

## روند بازی
مانیومنت ولی ۲ با یک دید بالا به پائین ایزومتریک عرضه شد. هدف بازی راهنمایی شخصیت رو و فرزندش در میان مارپیج‌هایی است که شامل خطای دید و شیء غیرممکن می‌باشد. بازیکن می‌تواند برای جا به جایی رو و فرزندش، یا برای تغییرات متحرک در سازه‌های مرحله به صفحه ضربه بزند تا امکان حل معماها و کامل کردن آن را داشته باشد.

## بازتاب
وبگاه پولیگون به بازی نمره ۸ از ۱۰ داد، و نوشت «بازی کامل و جذاب با وجود آن که در اندکی فوق العاده بودن می‌ایستد» و این را گفت که «به خوبی جذابیت و تازگی نسخه اصلی را حفظ کرده‌است». Destructoid به بازی نمره ۸ از ۱۰ را داد و آن را به خاطر پیشرفت‌هایش نسبت به نسخه قبلی ستایش کرد، و به این نکته اشاره کرد که «طراحی پازل آن دو قدم جلوتر از نسخه پیشین است.» Gamezebo به بازی امتیاز ۴٫۵ ستاره از ۵ داد و بازی را به خاطر «قصه گویی رسا با تصاویر و صدایی هماهنگ» ستایش کرد. با این حال مانند بازی قبلی منتقدان از کوتاهی بازی انتقاد کردند.